# Писаренко, Валерий Владимирович
Вале́рий Влади́мирович Писаре́нко (укр. Валерій Володимирович Писаренко; род. 8 июля 1980, Новая Каховка, Херсонская область, УССР, СССР) — украинский политик, беспартийный, народный депутат Украины V, VI, VII, VIII созывов. Заслуженный юрист Украины. Кандидат юридических наук. Общественный деятель.
В октябре 2016 года избран Вице-председателем Бюро Группы экспертов по возобновляемой энергетике и вице-председателем Бюро Группы экспертов по энергоэффективности Комитета по устойчивой энергетике Европейской экономической комиссии ООН.

## Основные этапы карьеры[2]
1997 — поступил в Академию адвокатуры Украины при Киевском национальном университете им. Т. Шевченко (бывший Институт адвокатуры при Киевском национальном университете им. Т. Шевченко).
2002 — принял присягу адвоката Украины и получил свидетельство о праве на занятие адвокатской деятельностью. 2002—2006 — работал адвокатом.
26 марта 2006 — впервые избран народным депутатом Верховной Рады Украины.
1 июля 2010 — стал кандидатом юридических наук по специальности «Конституционное и Муниципальное право».
17 декабря 2010 — получил звание Заслуженного юриста Украины.
2011 — признан Юристом года на Украине в номинации «Законодатель года».
2010—2013 — преподаватель на кафедре конституционного права в Киевском национальном университете им. Т. Шевченко.
2011—2014 — доцент кафедры конституционного, муниципального и международного права Харьковского национального университета имени В. Каразина.
Апрель — май 2015 — закончил программу «Предпринимательство и управление инновациями» в Калифорнийском университете Беркли.
Июль 2015 — окончил курс «Геополитика» в Женевском Институте геополитических исследований.
Сентябрь — октябрь 2015 — окончил курс «Формирование гражданского доверия к законодательной власти» при Палате глав Конгресса США (Вашингтон).
Февраль 2016 — закончил Правительственную школу Джона Ф. Кеннеди. Бизнес курс «Leadership for the 21 centure: chaos, conflict and courage».
Апрель 2016 — окончил Йельскую школу менеджмента. Курс «Устойчивость как стратегия бизнеса».
Октябрь 2016 — избран на два года Вице-председателем Бюро Группы экспертов по возобновляемой энергетике и вице-председателем Бюро Группы экспертов по энергоэффективности Комитета по устойчивой энергетике Европейской Экономической комиссии ООН.